# Bjarkøy
Bjarkøy (chiamato fino al 1887 Sand) è un ex comune norvegese della contea di Troms. Dal 1º gennaio 2013 è diventato parte del comune di Harstad.